# ساعة يوماوية

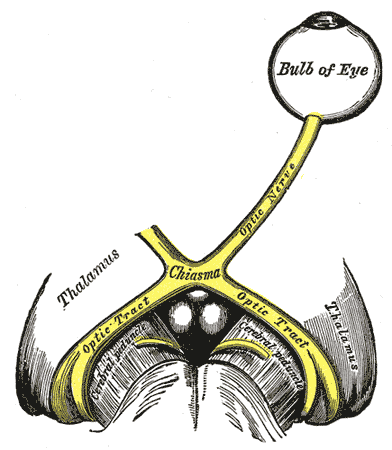

الساعة اليوماوية (بالإنجليزية: circadian clock)‏ أو المذبذِب اليوماي، هو مذبذب بيوكيميائي يقوم بدورة ذات طور ثابت وهو متزامن مع التوقيت الشمسي
مدة هذه الساعة حيويا بالضرورة حوالي 24 ساعة (اليوم الشمسي للأرض حاليا). لدى معظم الكائنات الحية، تمكِّن الساعات اليوماوية الداخلية المتزامنة الكائنَ من توقع التغيرات البيئية اليومية المتوافقة مع دورة الليل والنهار وتعديل بيولوجيته وسلوكه تبعا لها. أشتُقَّ المصطلح circadian الكلمتين اللاتينيتين circa (حوالي) وdiem (يوم)، عند إزالة الدلالات الخارجية (مثل ضوء النهار) لا تصبح الدورة 24 ساعة بالضبط، فالساعة لدى البشر في مختبر ذي إضاءة منخفضة يكون متوسطه حوالي 24.2 ساعة يوميا بدل 24 ساعة بالضبط.
ساعة الجسم الطبيعية تتذبذب (تتردد) بمدة داخلية المنشأ تقدر بـ24 ساعة بالضبط حين تتلقى إشارات مزامنة يومية كافية من المحيط، وبشكل أساسي ضوء النهار والظلام. الساعات اليوماوية هي الآليات الرئيسية التي تقود النظم اليوماوية وتتكون من ثلاث مكونات رئيسية:
- مذبذب كيميائي حيوي مركزي ذو مدة 24 ساعة تقريبا يعمل على تحديد الوقت.
- سلسلة من مسارات المدخلات إلى المذبذب المركزي للسماح بمزامنة (en) الساعة.
- سلسلة من مسارات المخرجات مرتبطة بأطوار محددة من المذبذب والتي تنظم النظم العلنية البيوكيميائية، الفيسيولوجية وسلوك الكائن.

يُعاد تعيين الساعة عندما يحس الكائن بالإشارات المحيطية والتي يعتبر الضوء الإشارة الرئيسية فيها. المذبذبات اليوماوية واسعة الانتشار في أنسجة الجسم وتتم مزامنتها بواسطة كل من الإشارات الداخلية والخارجية لتنظيم النشاط النسخي على مدار اليوم بطريقة متخصصة بنوع النسيج. الساعة اليوماوية متشابكة (ذات صلة) بمعظم العمليات الأيضية الخلوية وتتأثر بكبر سن الكائن. تم تحديد الآلية البيولوجية الأساسية للساعة البيولوجية في أجناس الفقاريات، ذباب الفاكهة، النبات، الفطريات، البكتيريا، وافتراضا في العتائق.
في سنة 2017، مُنحت جائزة نوبل في الطب لجيفري هال ومايكل روسباش ومايكل يونغ لاكتشافاتهم التي تخص الآليات البيولوجية المتحكمة في النظم اليوماوي في ذباب الفاكهة.